# Alen Islamović
Alen Islamović (Bihać, 17. kolovoza 1957.), je bosanskohercegovački rock-pjevač, nekadašnji član rock-grupa Divlje jagode i Bijelo dugme.

## Diskografija

### S Divljim jagodama
- 1981. - Stakleni hotel
- 1982. - Motori
- 1983. - Čarobnjaci
- 1985. - Vatra
- 1987. - Wild Strawberries

### S Bijelim dugmetom
- 1986. - Pljuni i zapjevaj moja Jugoslavijo
- 1987. - Mramor, kamen i željezo
- 1988. - Ćiribiribela
- 2005. - Turneja 2005

### Solo
- 1989. - Haj nek se čuje, čuje haj nek se zna
- 1992. - Gdje je moj rođeni brat
- 1993. - Hitovi
- 1994. - Bauštelac
- 1995. - Nema meni bez tebe
- 1996. - Live Eurotour '95-'96
- 1998. - Samo nebo zna
- 2001. - Istok-zapad-sjever-jug
- 2005. - Mrtvo hladno
- 2013. - Alcatraz
- 2015. - Heroin (singl)
- 2017. - Još se branim ćutanjem Alen & Milica Pavlović
- 2018. - Nije ovo moje vrijeme Alen & Indira Forza ex Colonia
- 2019. - Tajno cd
- 2020 - Na pola koplja -single Alen & srčani udar

## Vanjske poveznice
- www.alen-islamovic.net  Arhivirana inačica izvorne stranice od 11. kolovoza 2020. (Wayback Machine)
- Discogs